# Витюнино
Витюнино — поселок в Ленском районе Архангельской области. Входит в состав Урдомского городского поселения.

## География
Находится в юго-восточной части Архангельской области на расстоянии приблизительно 32 км на юг-юго-восток по прямой от административного центра поселения поселка Урдома на левом берегу реки Виледь.

## История
В 1936 г. началось строительство поселка, который позднее вошел в Вилегодский леспромхоз. В 1958 году лесопункт передается в состав Верхнелупьинского леспромхоза, а в 1994 году закрывается. В поселке были восьмилетняя школа, клуб, магазины, столовая, почтовое отделение, фельдшерско-акушерский пункт. В поселке было отмечено 174 хозяйства (1974 год), 117 (1985), 105 (1996).

## Население
Численность населения: 639 человек (1974 год), 503 (1985), 401 (1996), 243 (русские 85%) в 2002 году, 109 в 2010.